# Cosimo Scaglioso
Cosimo Scaglioso (San Marzano di San Giuseppe, 4 ottobre 1936) è un politico e pedagogista italiano.

## Biografia
Si laureò in Lettere classiche con una tesi di storia greca presso l'Università degli studi di Firenze nel 1959.
Docente universitario di pedagogia in vari atenei italiani, ha scritto diversi libri. È stato Preside della Facoltà di Magistero di Arezzo e della Facoltà di Lingua e Letteratura italiana dell’Università per stranieri di Siena. 
Negli anni Settanta è stato consigliere comunale a Siena. Alle Elezioni politiche del 1994 viene eletto al Senato con i Progressisti nel collegio di Siena, restando in carica fino al 1996.

## Opere
- Mass-media, La Scuola, 1984
- Immagine, parola e comunicazione pubblicitaria, Guerra Edizioni, 2007
- Per una padeia del terzo millennio, Armando Editore, 2007
- Autonomia delle istituzioni scolastiche e valutazione degli apprendimenti. Aspetti istituzionali e di sistema con Felice E. Crema, Enrico Gori, Guerra Edizioni, 2008
- Il carcere, le vie dell'educazione, Guerra Edizioni, 2008
- La pedagogia, una scienza pratica, Guerra Edizioni, 2009